# Fallon Sherrock
Fallon Sherrock MBE (* 2. Juli 1994 in Milton Keynes, Buckinghamshire) ist eine englische Dartspielerin. Sie ist die bisher einzige Frau, die Spiele bei einer Weltmeisterschaft des Profiverbandes Professional Darts Corporation (PDC) gewann. Ihr Spitzname lautet seitdem Queen of the Palace.

## Werdegang
Bereits in ihrer Anfangszeit wurde Sherrock, die eigenen Angaben zufolge in ihrer Jugend erst eher wenig Interesse an der Sportart Darts zeigte, als mögliche „nächste Trina“ bezeichnet.
Im Jahre 2011 gewann sie mit dem WDF Girls World Cup im Alter von 17 Jahren das erste große Turnier. Bei den Winmau World Masters gewann Sherrock im folgenden Jahr den Titel der Juniorinnen. Der Sieg beim Damenturnier der British Classic 2013 war der erste große Titel, den sie im Erwachsenenbereich erreichte. Unter anderem durch diesen Triumph und ob des guten Abschneidens bei den French Open wurde sie zu den Winmau World Masters 2013 eingeladen, bei denen sie sich im Halbfinale Deta Hedman geschlagen geben musste. Ein Jahr später erreichte Sherrock mit dem Finaleinzug ihren bis heute größten Erfolg beim weltweit ältesten noch bestehenden Dartsturnier. Im Endspiel musste sich die Britin im Oktober 2014 jedoch der damaligen Weltranglisten-Zweiten Anastasia Dobromyslova geschlagen geben. Gegen Dobromyslova scheiterte sie im selben Jahr bei der BDO World Darts Championship bereits im Viertelfinale.
Größere Aufmerksamkeit erlangte Sherrock schließlich, als sie bei der BDO World Darts Championship im Jahre 2015 erstmals das Finale erreichte. Nachdem sie unter anderem Anastasia Dobromyslova im Halbfinale besiegt hatte, scheiterte sie an der späteren Weltmeisterin Lisa Ashton. Bei der 1:3-Niederlage warf sie sechs 180er und wies einen besseren Average als ihre Kontrahentin auf. Der Turniergewinn des Finder Darts Masters Ende des gleichen Jahrs durch einen 2:0-Finalsieg über Dobromyslova stellte Sherrocks ersten Major-Gewinn dar. Trotz großer Erwartungen scheiterte sie bei der BDO World Darts Championship 2016 bereits im Achtelfinale. Sherrocks Versuche, über die Teilnahme an der Development Tour eine Wildcard für Turniere der PDC Pro Tour des konkurrierenden Dartsverbands PDC, bei dem Männer und Frauen in gemeinsamen Turnieren gegeneinander spielen, zu erlangen, scheiterten im selben Jahr. Bei der BDO World Darts Championship 2017 zeigte sich Sherrock verbessert, verlor jedoch ihr Viertelfinalspiel gegen Lisa Ashton mit 0:2 in den Sätzen. Bei der BDO World Trophy 2017 unterlag sie bereits in der ersten Runde der Australierin Corrine Hammond mit 0:4. Die BDO World Darts Championship 2018 endete nach dem Viertelfinale nach einer 0:2-Niederlage gegen die Titelverteidigerin Ashton. Nach dem Sieg bei mehreren kleineren BDO-Turnieren wie den Slovak Open oder den Swiss Open sicherte sich Sherrock 2018 die BDO World Trophy durch ein 6:3 gegen die Weltranglisten-Erste Lorraine Winstanley. Einen Platz im Startfeld der PDC World Darts Championship 2019, in dem erstmals zwei feste Plätze für Frauen vorgesehen waren, konnte sich Sherrock nicht sichern, da sie beim Turnier in ihrer Heimatstadt Milton Keynes im November 2018 nicht über das Viertelfinale hinaus kam.
Am 25. November 2019 siegte sie beim UK-Ladies Qualifier-Turnier im englischen Wigan und sicherte sich damit den letzten Startplatz der PDC World Darts Championship 2020. Sie traf dort in der ersten Runde auf Ted Evetts und gewann das Spiel mit 3:2, womit sie als erste Frau in der Geschichte der PDC-Weltmeisterschaft eine Begegnung gewann. Am 21. Dezember 2019 schlug sie in der zweiten Runde den als Nummer 11 gesetzten Mensur Suljović mit 3:1. In der dritten Runde schied sie schließlich mit 2:4 gegen den als Nummer 22 gesetzten Chris Dobey aus.
Im darauffolgenden Jahr wurde mit der COVID-19-Pandemie der Spielbetrieb der BDO zunächst unterbrochen, auf Grund der Liquidation des traditionellen Sportverbandes allerdings nicht wieder aufgenommen. Somit gab es wenig Möglichkeiten für Sherrock, sich weiterhin international zu präsentieren.
Ursprünglich war von der PDC geplant, sie zu allen Turnieren der World Series of Darts 2020 einzuladen. Da diese aber bis auf die Finals verschoben wurden, erhielt sie erstmal nur dort einen Startplatz. In der ersten Runde traf sie auf den Kanadier Jeff Smith und musste sich mit 5:6 geschlagen geben.
Im Oktober 2020 veranstaltete die PDC erstmals eine PDC Women’s Series, bestehend aus vier Turnieren an einem Wochenende, welche als Qualifikationsmöglichkeit für die PDC World Darts Championship 2021 galt. Sherrock erreichte gleich beim ersten Turnier das Finale, verlor dieses allerdings gegen Lisa Ashton. Auch in den weiteren Turnieren präsentierte sie sich erfolgreich, gewann sogar das letzte Turnier der Series mit 6:2 gegen Corrine Hammond. Für einen WM-Startplatz reichte es jedoch denkbar knapp nicht, da sie insgesamt zwei Legs weniger gewann als ihre Konkurrentin Deta Hedman.
Bei der PDC Qualifying School 2021 erreichte sie als einzige Frau die Final Stage, konnte sich jedoch keine Tour Card erspielen.
Auch im Jahr 2021 wurden die meisten World Series-Events verschoben. Einzig und allein die Nordic Darts Masters fanden statt, zu denen Sherrock dann auch eine Einladung erhielt. In der ersten Runde traf sie dabei auf den Dänen und Lokalmatadoren Niels Heinsøe und gewann mit 6:1 in Legs.
Auf ihr zweites Match gegen die Nummer eins der PDC Order of Merit Gerwyn Price konnte Sherrock am Folgetag verzichten, da Price aufgrund einer Ellenbogenverletzung das Turnier vorzeitig abbrach. Sie war daraufhin automatisch für das Halbfinale qualifiziert und traf hier auf den Belgier Dimitri Van den Bergh. In diesem Spiel legte Sherrock eine fulminante Aufholjagd hin und drehte einen 1:7-, 2:8- sowie 3:9-Rückstand in einen 11:10-Erfolg um. Im Finale traf sie dann auf Michael van Gerwen und auch wenn der Niederländer zunächst mit 3:6 gegen sie zurücklag, musste sich Sherrock mit 7:11 geschlagen geben. Sherrock ist damit die bisher einzige Frau in der Geschichte der PDC, die das Finale eines TV-Turniers erreicht hat.
Nachdem sie drei Turniere des ersten Wochenendes der PDC Women’s Series 2021 gewonnen hatte, qualifizierte sie sich erstmals für den Grand Slam of Darts. Zusätzlich stand bereits nach 9 von 12 Turnieren fest, dass sie sich zum zweiten Mal für die PDC World Darts Championship qualifiziert hat. Insgesamt gewann sie am Ende sechs von zwölf Turnieren und schloss damit die Order of Merit an der Spitze ab.
Als Zweitplatzierte der World Series Order of Merit war sie bei den World Series of Darts Finals in Runde 2 gesetzt, schied dort jedoch gegen Krzysztof Ratajski aus.
Über die Women’s Series Order of Merit war sie auch für den Grand Slam of Darts 2021 qualifiziert. Dort unterlag sie am ersten Spieltag der Gruppenphase mit 1:5 gegen Peter Wright, konnte dann aber Mike De Decker mit 5:0 besiegen. Hier warf sie einen Average von 101,55 und damit den höchsten Wert, den eine Frau bei einem im TV übertragenen Spiel erreichte. Zwei Tage später zog sie mit einem 5:3-Sieg gegen den Deutschen Gabriel Clemens in das Achtelfinale ein, wobei ihr im entscheidenden Leg ein 170er-Finish gelang. Im Achtelfinale traf sie auf Mensur Suljović und konnte ihn nach 2019 erneut schlagen. Im Viertelfinale traf sie zum zweiten Mal im Turnierverlauf auf Peter Wright, den PDC-Weltmeister von 2020. Nach einer anfänglichen Führung von 3:1 und einem zwischenzeitlichen 8:12-Rückstand kam sie wieder auf 13:14 heran, musste sich aber letztlich knapp mit 13:16 geschlagen geben. Mit acht geworfenen 180ern erreichte sie unter den acht Viertelfinalisten – davon sieben Männer – mit 98,90 den drittbesten Average.

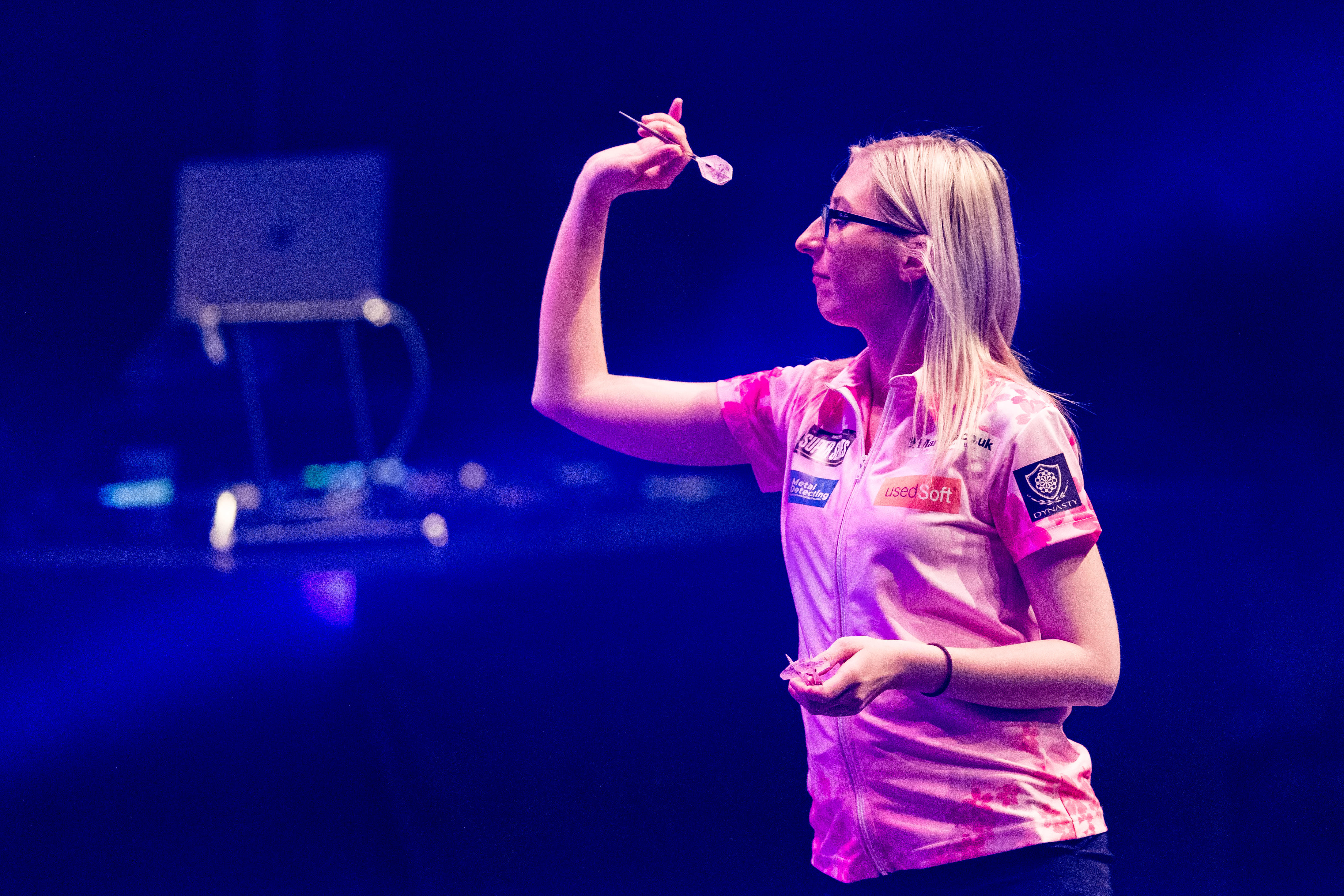
Fallon Sherrock in Mannheim (2022)

Bei der Q-School 2022 nahm Sherrock erneut teil, um sich eine PDC Tour Card zu erspielen. Dabei erreichte sie auch dank eines guten dritten Tages über die Rangliste die Final Stage. Wie im Vorjahr war Sherrock die einzige Frau, die die First Stage überstand. Eine Tour Card erspielen konnte sie sich jedoch erneut nicht.
Auch bei der WDF nahm Sherrock weiterhin an Turnieren teil. Neben einem Sieg bei den England National Singles im September gewann sie außerdem die British Open mit einem 5:2-Sieg über Corrine Hammond, entschied sich jedoch gegen eine Teilnahme an der WDF World Darts Championship 2022. Bei der PDC-Weltmeisterschaft 2022 unterlag sie in 2:3 Sätzen knapp gegen den Rekordteilnehmer Steve Beaton.
Bei der Die Promi-Darts-WM am 7. Januar 2023 im Maritim-Hotel in Düsseldorf war sie die Profispielerin an der Seite von Oliver Pocher.
Im Januar 2023 nahm Sherrock erneut an der Q-School teil. Ihr gelang dabei ein Tagessieg am dritten und letzten Tag der First Stage. Sherrock nahm somit erneut als einzige Frau an der Final Stage teil, wo sie insgesamt fünf Punkte für die Rangliste erspielte, was jedoch nur für Platz 18 reichte. Eine Tour Card erhält sie somit erneut nicht.
Sherrock startete daraufhin erneut auf der PDC Challenge Tour, bei der sie bei Turnier Nummer 9 am 18. März 2023 in Hildesheim als erste Frau in der Geschichte der PDC einen Neundarter warf. Kurz darauf gab sie ihr Debüt auf der PDC Pro Tour beim Players Championship Nummer 8, Grund dafür war die Absage mehrerer Tour Card Holder für dieses Turnier. In diesem Fall rücken Spieler aus der Challenge Tour Order of Merit auf. Da viele Challenge Tour Spieler jedoch bereits aus Hildesheim abgereist waren, fiel einer dieser Plätze an Sherrock. Sie konnte ihr Auftaktmatch jedoch nicht gewinnen.
Am 25. August 2023 warf sie als erste Frau bei einem im Fernsehen übertragenen Spiel einen Neundarter. Nachdem sie auf der PDC Women’s Series 2023 zuvor nur einen Titel im Juni errungen hatte, gewann sie von September bis Oktober vier Turniere in Folge, womit sie am Ende Platz zwei in der Rangliste belegte. Dies genügte zur Qualifikation für die PDC World Darts Championship 2024 und für die Qualifikation zum Grand Slam of Darts 2023, da die Erstplatzierte Beau Greaves bereits das Women’s World Matchplay 2023 gewonnen hatte. Beim Grand Slam gelang ihr ein Sieg über Martijn Kleermaker, die Gruppenphase überstand sie allerdings nicht. Bei der WM unterlag sie in ihrem ersten Spiel Jermaine Wattimena.
Für die Q-School 2024 war Sherrock wieder gemeldet. In diesem Jahr erspielte sie sich bereits an Tag zwei den Tagessieg und damit die Teilnahme an der Final Stage. Hier schaffte sie jedoch erneut keinen Gewinn der Tour Card. Daraufhin nahm sie an zwei WDF-Turnieren in Las Vegas teil und fuhr auch bei beiden den Sieg ein. Das Las Vegas Classic am Sonntag gewann sie im Finale mit 5:2 gegen Deta Hedman. Einen Tag zuvor entschied sie das Finale der Las Vegas Open mit 5:1 gegen Wendy Reinstadtler für sich. Damit qualifizierte sie sich auf direktem Wege für die WDF World Darts Championship 2024.
Mitte Februar setzte sich Sherrock bei den Scottish Open als Siegerin durch. Dafür besiegte sie Kirsty Hutchinson und Anca Zijlstra, bevor sie im Finale mit 5:0 Vick Pruim besiegte. Beim Scottish Masters schied sie im Viertelfinale aus. Beim Challenge Tour-Wochenende im März stand Sherrock einmal im Achtelfinale. Auf der Women’s Series gewann Sherrock drei Turniere und stand bei drei weiteren im Finale. Beim Women’s World Matchplay gewann Sherrock gegen Anastassija Dobromyslowa und Lisa Ashton, bevor sie im Finale mir 3:6 Beau Greaves unterlag. Ende September spielte sie sich beim British Classic ins Halbfinale.
Als Drittplatzierte hinter Beau Greaves und Noa-Lynn van Leuven qualifizierte sich Sherrock wieder für die PDC World Darts Championship 2025. Sie kämpfte sich dabei in einem engen Match gegen Ryan Meikle in den fünften Satz, den sie aber mit 1:3 verlor.
Bei der Q-School 2025 zog Sherrock über die Rangliste in die Final Stage aus. Dabei gewann sie insgesamt sechs Spiele, schied jedoch zweimal in der zweiten und zweimal in der dritten Runde aus und errang somit nur zwei Punkte für die Rangliste.

## Weltmeisterschaftsresultate

### BDO
- 2014: Viertelfinale (1:2-Niederlage gegen  Anastassija Dobromyslowa)
- 2015: Finale (1:3-Niederlage gegen  Lisa Ashton)
- 2016: Achtelfinale (1:2-Niederlage gegen  Ann-Louise Peters)
- 2017: Viertelfinale (0:2-Niederlage gegen  Lisa Ashton)
- 2018: Viertelfinale (0:2-Niederlage gegen  Lisa Ashton)
- 2019: Viertelfinale (1:2-Niederlage gegen  Maria O’Brien)

### PDC
- 2020: 3. Runde (2:4-Niederlage gegen  Chris Dobey)
- 2022: 1. Runde (2:3-Niederlage gegen  Steve Beaton)
- 2023: 1. Runde (1:3-Niederlage gegen  Ricky Evans)
- 2024: 1. Runde (1:3-Niederlage gegen  Jermaine Wattimena)
- 2025: 1. Runde (2:3-Niederlage gegen  Ryan Meikle)

## Titel

### BDO
- Majors
  - BDO World Trophy: (1) 2018
  - Finder Darts Masters: (1) 2015
- Weitere
  - 2012: Jersey Open
  - 2013: Jersey Open, Jersey Classic, British Classic
  - 2014: Tops of Gent
  - 2015: BDO Gold Cup, British Internationals, British Pentathlon, British Classic, England Open, French Open, Japan Open, Denmark Masters, England National Singles
  - 2016: British Internationals, Japan Open
  - 2017: BDO Gold Cup, Swedish Classic, Scottish Open, Swiss Open
  - 2018: England Matchplay, British Internationals, England National Singles, Swiss Open, Isle of Man Open, Welsh Masters, Bruges Open,  Helvetia Open, Slovak Open
  - 2019, British Internationals, Denmark Masters, Helvetia Open, Denmark Open, Irish Open
  - 2020: Isle of Man Masters
- Jugend
  - 2011: British Internationals
  - 2012: World Masters Youth, England Open

### PDC
- PDC Women’s Series
  - PDC Women’s Series 2020: 4
  - PDC Women’s Series 2021: 2, 3, 6, 7, 9, 11
  - PDC Women’s Series 2022: 3, 7, 11
  - PDC Women’s Series 2023: 10, 20, 21, 22, 23
  - PDC Women’s Series 2024: 1, 4, 23
  - PDC Women’s Series 2025: 2, 11
- Women’s World Matchplay 2022

### WDF
- Gold-Turniere
  - British Open: (1) 2021
- Silber-Turniere
  - Isle of Man Open: (1) 2020
  - England National Singles: (1) 2021
  - Welsh Classic: (1) 2022
  - Scottish Open: (1) 2024
- Cups
  - WDF World Cup Teams: (2) 2015, 2019
  - WDF World Cup Overall: (2) 2015, 2019
  - WDF World Cup Youth Singles: (1) 2011
  - WDF World Cup Youth Pairs: (1) 2011
  - WDF World Cup Youth Mixed Pairs: (1) 2011
  - WDF World Cup Youth Overall: (1) 2011
  - WDF World Cup Youth Girls Overall: (1) 2011
  - WDF Europe Cup Teams: (2) 2016, 2018
  - WDF Europe Cup Overall: (2) 2016, 2018
- Sonstige
  - Belfry Open: (1) 2018
  - Isle of Man Classic: (1) 2020

## Privates
Hauptberuflich arbeitet Sherrock als Friseurin. Ihre Zwillingsschwester Felicia Blay ist ebenfalls Dartspielerin. Zusammen nahmen sie am WDF Europe Cup Youth 2011 als Teil der englischen Juniorenmannschaft teil und gewannen den Doppelwettbewerb. Sie ist alleinerziehende Mutter eines 2014 geborenen Sohnes. Ihr Lebensgefährte war von 2021 bis 2025 der Dartspieler Cameron Menzies.
Im Jahr 2023 wurde Sherrock in Anerkennung ihrer Verdienste um den Dartsport im Rahmen der The King’s Birthday Honours List zum Member of the Order of the British Empire ernannt.